# گمینا دنوو
گمینا دنوو (به لهستانی:  Gmina Dynów) یک گمینا در لهستان است که در شهرستان ژشوف واقع شده‌است. گمینا دنوو ۱۱۸٫۸ کیلومتر مربع مساحت و ۷٬۳۰۳ نفر جمعیت دارد.